# 雷克瑟姆足球俱乐部
域斯咸足球會（英語：Wrexham Football Club），是位於威爾斯東北部雷克瑟姆的足球俱乐部，成立於1864年，是威爾斯最古老、世界第三古老的職業足球會。雷克瑟姆是四支跨區在英格蘭足球聯賽系統中比賽的威爾斯球隊之一，其他3支是史雲斯、卡迪夫城及纽波特郡。
域斯咸取得的榮譽包括23次奪得威爾斯盃冠軍，5次奪得威爾斯超級盃的冠軍，於2005年奪得英格蘭足球聯賽錦標賽冠軍，2013年奪得英格蘭足總錦標冠軍。
2008年4月22日域斯咸作客0–2負於後確定結束逗留87年在英格蘭足球聯賽的歷史，將在來季從英格蘭足球乙級聯賽降級至半職業的英格蘭足球協會全國聯賽。自2011年開始域斯咸成為由球迷擁有的球會，由「域斯咸球迷信托基金」（Wrexham Supporters Trust）負責營運。
2020年11月16日，美國演員與加拿大演員一同從域斯咸球迷信托基金手中收購雷克瑟姆足球俱乐部。2023年4月22日，球隊以3–1擊敗，以110分的超高分力壓有106分在手的諾士郡，提早一輪奪冠，並奪得來季升上英乙的資格。
2024年4月13日，英乙在第44輪的比賽對戰以6–0奪得勝利，提前確定來季升上英甲，達成連續兩季升級的紀錄。
2025年4月27日，英甲第45輪的比賽對戰以3–0奪得勝利，提前確定來季升上英冠，達成連續三季升級的紀錄。亦是自1982年後相隔44年首次重返英格蘭次級足球聯賽。

## 大事紀年
| 年 份   | 事 項 |
| ------- | --- |
| 1877-78 | 威爾斯杯冠軍 |
| 1878-79 | 威爾斯杯亞軍 |
| 1880 ?  | 由「域斯咸鎮」（Wrexham Town）更名為「域斯咸」（Wrexham）                                                                                          |
| 1881-82 | 威爾斯杯冠軍（第二次） |
| 1889-90 | 威爾斯杯亞軍 |
| 1890-91 | 混合聯賽（The Combination）創始成員。威爾斯杯亞軍                                                                                                  |
| 1892-93 | 威爾斯杯冠軍（第三次） |
| 1893-94 | 脫離混合聯賽 |
| 1894-95 | 威爾斯杯亞軍 |
| 1895-96 | 威爾斯杯亞軍 |
| 1896-97 | 重返混合聯賽。威爾斯杯冠軍（第四次） |
| 1897-98 | 威爾斯杯亞軍 |
| 1898-99 | 威爾斯杯亞軍 |
| 1899-00 | 混合聯賽亞軍 |
| 1900-01 | 混合聯賽冠軍 |
| 1901-02 | 混合聯賽冠軍（第二次）。威爾斯杯亞軍 |
| 1902-03 | 混合聯賽冠軍（第三次，三連冠）。威爾斯杯冠軍（第五次）                                                                                             |
| 1904-05 | 混合聯賽冠軍（第四次）。威爾斯杯冠軍（第六次） |
| 1905-06 | 加入伯明翰及鄰近地區聯賽（Birmingham & District League）                                                                                           |
| 1908-09 | 威爾斯杯冠軍（第七次） |
| 1909-10 | 威爾斯杯冠軍（第八次） |
| 1910-11 | 威爾斯杯冠軍（第九次，三連冠） |
| 1913-14 | 威爾斯杯冠軍（第十次） |
| 1914-15 | 威爾斯杯冠軍（第十一次） |
| 1919-20 | 威爾斯杯亞軍 |
| 1920-21 | 威爾斯杯冠軍（第十二次） |
| 1921-22 | 足球聯盟北區丙組聯賽創始成員 |
| 1923-24 | 威爾斯杯冠軍（第十三次） |
| 1924-25 | 威爾斯杯冠軍（第十四次） |
| 1930-31 | 威爾斯杯冠軍（第十五次） |
| 1931-32 | 威爾斯杯亞軍 |
| 1932-33 | 北區丙組聯賽亞軍。威爾斯杯亞軍 |
| 1949-50 | 威爾斯杯亞軍 |
| 1956-57 | 威爾斯杯冠軍（第十六次） |
| 1957-58 | 威爾斯杯冠軍（第十七次） |
| 1958-59 | 聯賽重組後被置於丙組聯賽 |
| 1959-60 | 威爾斯杯冠軍（第十八次） |
| 1960-61 | 丙組聯賽排第廿三位，降級丁組 |
| 1961-62 | 丁組聯賽季軍，升級丙組。威爾斯杯亞軍 |
| 1963-64 | 丙組聯賽排第廿三位，降級丁組 |
| 1964-65 | 威爾斯杯亞軍 |
| 1966-67 | 威爾斯杯亞軍 |
| 1969-70 | 丁組聯賽亞軍，升級丙組 |
| 1970-71 | 威爾斯杯亞軍 |
| 1971-72 | 威爾斯杯冠軍（第十九次） |
| 1974-75 | 威爾斯杯冠軍（第廿次） |
| 1975-76 | 晉身八強 |
| 1977-78 | 丙組聯賽冠軍，升級乙組。威爾斯杯冠軍（第廿一次）                                                                                                   |
| 1978-79 | 威爾斯杯亞軍 |
| 1981-82 | 乙組聯賽排第廿一位，降級丙組 |
| 1982-83 | 丙組聯賽排第廿二位，降級丁組。威爾斯杯亞軍 |
| 1983-84 | 威爾斯杯亞軍 |
| 1985-86 | 威爾斯杯冠軍（第廿二次） |
| 1987-88 | 威爾斯杯亞軍 |
| 1988-89 | 丁組聯賽排第七位，附加賽第一輪兩回合累計5-1擊敗，決賽兩回合累計1-2負於                                                                             |
| 1989-90 | 威爾斯杯亞軍 |
| 1990-91 | 威爾斯杯亞軍 |
| 1992-93 | 超聯成立，丁組重組為丙組《IV》。丙組《IV》聯賽亞軍，升級乙組《III》                                                                                |
| 1994-95 | 威爾斯杯冠軍（第廿三次） |
| 1997-98 | 威爾斯超級盃冠軍 |
| 1998-99 | 威爾斯超級盃亞軍 |
| 1999-00 | 威爾斯超級盃冠軍（第二次） |
| 2000-01 | 威爾斯超級盃冠軍（第三次） |
| 2001-02 | 乙組《III》聯賽排第廿三位，降級丙組《IV》 |
| 2002-03 | 丙組《IV》聯賽季軍，升級乙組《III》。威爾斯超級盃冠軍（第四次）                                                                                    |
| 2003-04 | 威爾斯超級盃冠軍（第五次） |
| 2004-05 | 乙組《III》聯賽更名「英甲聯賽」。因進行債務重組而扣減10分。甲級聯賽排第廿二位，降級英乙聯賽。決賽加時2-0擊敗修安聯，聯賽錦標冠軍。威爾斯超級盃亞軍 |
| 2005-06 | 威爾斯超級盃亞軍 |
| 2007-08 | 英乙聯賽排第廿四位，降級足球議會全國聯賽 |
| 2010-11 | 全國聯賽排第四位，附加賽準決賽兩回合累計1-5負於盧頓                                                                                                |
| 2011-12 | 全國聯賽排第二位，附加賽準決賽兩回合累計2-3負於盧頓                                                                                                |
| 2012-13 | 全國聯賽排第五位，附加賽準決賽兩回合累計5-2擊敗京達米士特，決賽0-2負於新港郡。另晉級足總錦標決賽對甘士比，加時1-1賽和，互射十二碼4-1勝對手奪冠。   |
| 2014-15 | 決賽2-2，加時3-3，互射十二碼4-5負於费利比北联，足總錦標亞軍                                                                                        |
| 2021-22 | 決賽0-1負布羅姆利，足總錦標亞軍 |
| 2022-23 | 全國聯賽冠軍，來屆升英乙 |
| 2023-24 | 英乙聯賽亞軍，來屆升英甲 |
| 2024-25 | 英甲聯賽亞軍，來屆升英冠 |

資料來源：

足球會歷史資料庫：WREXHAM TOWN

足球會歷史資料庫：WREXHAM

## 主場球場

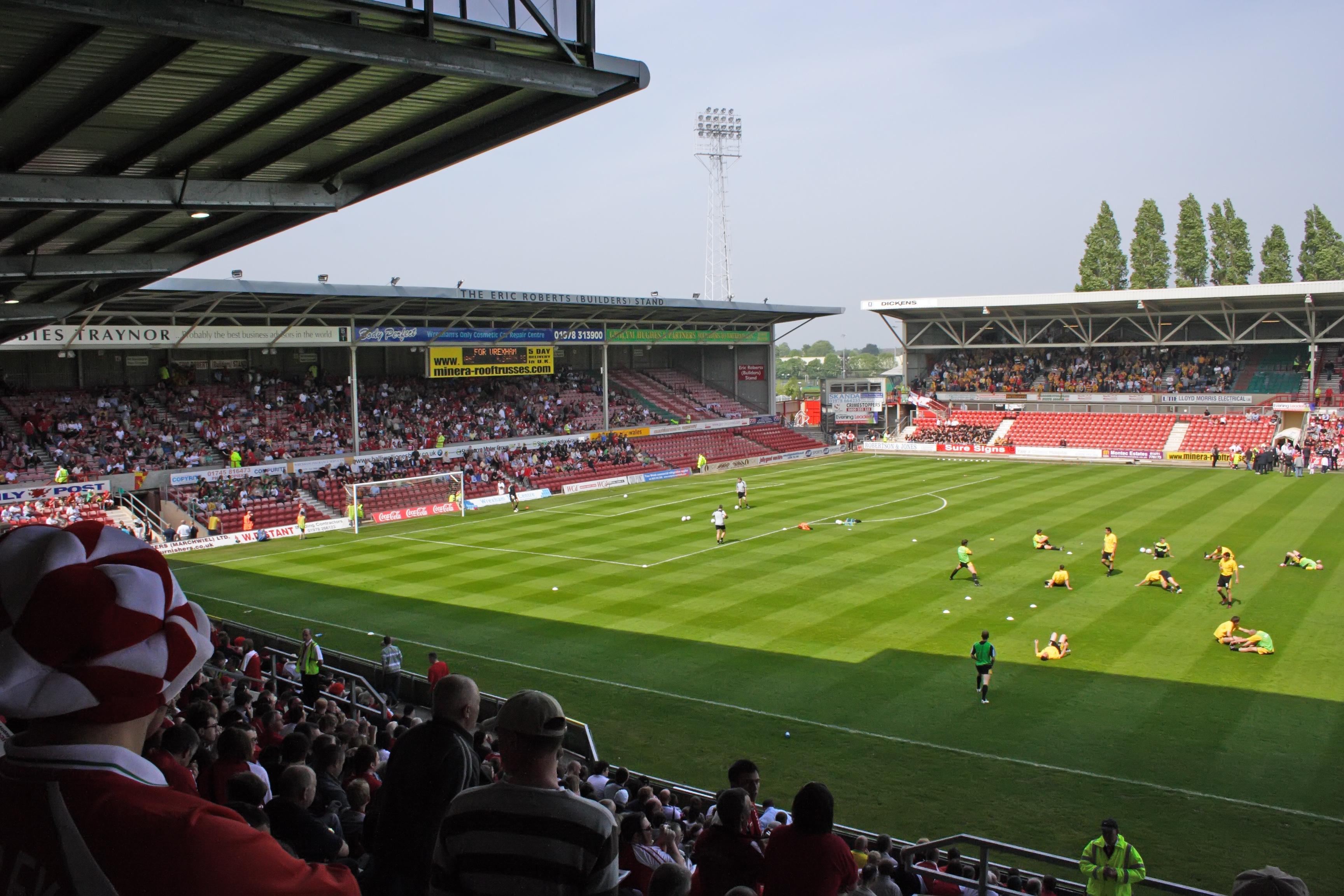
跑馬廳球場

跑馬廳球場（Racecourse Ground）自域斯咸成立的1872年已是球隊的主場球場，在未成為足球場以前，在此主要作板球比賽之用，間中亦會進行賽馬活動。
跑馬廳球場現時可容12,600名觀眾，是北威爾斯最大的球場，威爾斯足球協會（FAW）有時會安排國家隊在此作國際賽主場。球場同時作為「蘭尼連欖球隊」（Llanelli Scarlets）在北部比賽時的場地，亦曾供利物浦預備隊比賽。

### 訓練場地
域斯咸現時在位於格雷斯福特（Gresford）特定用途的「高力公園」（Colliers park）訓練場進行日常訓練，最初建築費為75萬英鎊，經不斷加建後，現已舖設成全人造草場地。「高力公園」被譽為英國頂級球隊以外最佳訓練場地，、威爾斯代表隊及英格蘭代表隊亦曾在這裡集訓。

## 吉祥物

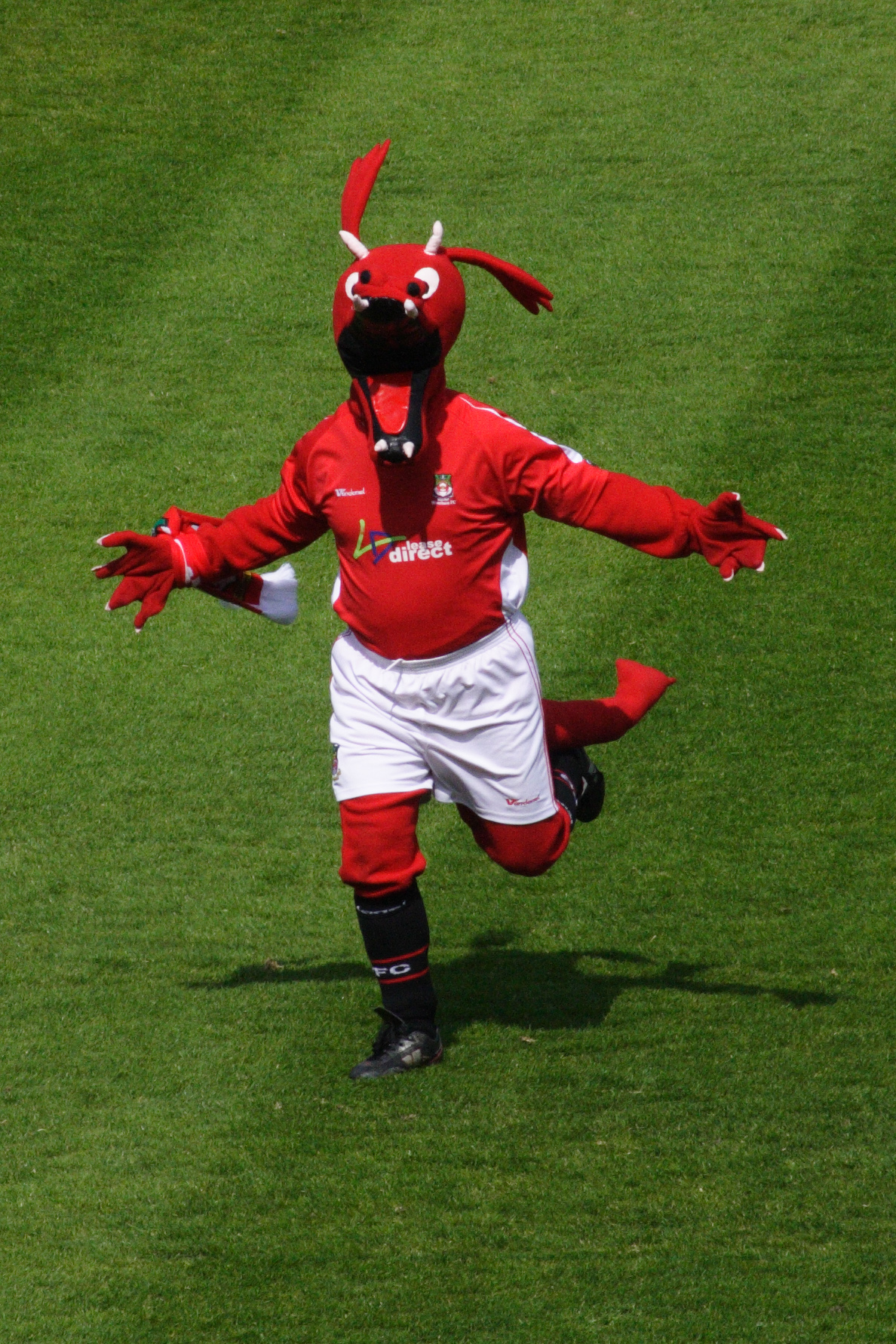
域斯龍

雷克斯龙（Wrex the dragon）是域斯咸的官方球隊吉祥物，2001/02年球季域斯咸將綽號由「知更鳥」（The Robins）更改為「紅龍」（The Red Dragons），域斯龍亦由這時候正式取代「搖滾知更」（Rockin' Robin）而成為球隊新一代吉祥物。域斯龍穿著紅色龍形制服，在外再套上域斯咸的球衣。
2007年2月3日在對主場對的比賽，開賽僅4分鐘，傍證向球證投訴遭到域斯龍擾亂其注意力，結果球證將域斯龍逐離場邊，回到主場球迷觀眾席上 。

### 小知識
域斯咸的舊綽號「知更鳥」（The Robins）是以他們的首任領隊泰德·罗宾森（Ted Robinson）的姓氏轉變而成的。

## 主要對手
域斯咸要主要的競爭對手為，兩地相距僅12英里，但分處威爾斯及英格蘭，使兩隊對賽成為世上罕有的國際打吡。兩隊曾於聯賽碰頭72次，域斯咸勝出29場領先車士打的26場。由於競爭劇烈，兩隊的對賽日期通常會移到星期日正午12:00開賽，以減低敵對球迷碰頭的機會。 
其他對手還包括克魯、及。反而與卡迪夫城及的敵對關係逐漸淡化。

## 榮譽
| 榮譽                  | 次數        | 年度 |
| 聯 賽 比 賽           | 聯 賽 比 賽 | 聯 賽 比 賽 |
| --------------------- | ----------- | --- |
| 甲組聯賽 亞軍         | 1           | 2024/25年。 |
| 乙組聯賽 亞軍         | 1           | 2023/24年。 |
| 全國聯賽 冠軍         | 1           | 2022/23年。 |
| 丙組聯賽 冠軍         | 1           | 1977/78年。 |
| 杯 賽 比 賽           |             | |
| 聯賽錦標 冠軍         | 1           | 2004/05年。 |
| 足總錦標 冠軍         | 1           | 2012/13年。 |
| 威爾斯盃 冠軍         | 23          | 1877/78年、1881/82年、1892/93年、1896/97年、1902/03年、 1904/05年、1908/09年、1909/10年、1910/11年、1913/14年、 1914/15年、1920/21年、1923/24年、1924/25年、1930/31年、 1956/57年、1957/58年、1959/60年、1971/72年、1974/75年、 1977/78年、1985/86年、1994/95年。 |
| 威爾斯足協超級盃 冠軍 | 5           | 1997/98年、1998/99年、1999/00年、2001/02年、2003/04年。 |

## 著名球員
- 丹尼尔·奥索普（Daniel Allsopp）
- 克里斯·阿姆斯特朗（英语：Chris Armstrong (footballer, born 1971)）（Chris Armstrong）
- 比利·阿什克羅夫特（Billy Ashcroft）
- 湯米·巴姆福德（Tommy Bamford）
- （Matt Derbyshire）《借用》
- 卡洛斯·爱德华兹（Carlos Edwards）
- 米基·埃文斯（英语：Mickey Evans (footballer, born 1947)）（Mickey Evans）
- 达伦·弗格森（Darren Ferguson）
- （Ben Foster)
- （Bryan Hughes）
- 乔伊·琼斯（Joey Jones）
- （Chris Killen）《借用》
- 丹尼斯·劳伦斯（Dennis Lawrence）
- 艾迪·尼域斯基（Eddie Niedzwiecki）
- （Ian Rush）
- 米奇·譚馬士（英语：Mickey Thomas (footballer)）（Mickey Thomas）
- 李·特伦德勒（Lee Trundle）
- 史提芬·費查（Steven Fletcher）
- 積·洛迪古斯（Jay Rodriguez）
- 干拿·高亞迪（Conor Coady）